# Les « Canadienses »

Les « Canadienses » (titre anglais : Los Canadienses) est un film documentaire canadien de 1975 réalisé par Albert Kish (en) sur les 1 200 volontaires canadiens à s'engager dans le bataillon Mackenzie-Papineau, qui ont combattu en tant qu'élément des Brigades internationales dans la Guerre d'Espagne. Le film est produit par Colin Low et Tom Daly pour l'Office national du film du Canada.

## Fiche technique
- Réalisateur : Albert Kish
- Montage : Albert Kish
- Producteur : Colin Low, Tom Daly
- Images : Barry Perles
- Son : André Hourlier
- Montage sonore : Bill Graziadei
- Enregistrement de la musique : Roger Lamoureux
- Mixage : Michel Descombes
- Narration : Ronald France (français), Donald Brittain (anglais)
- Musique : Ben Low

## Prix et mentions
- Meilleur documentaire, Yorkton Film Festival (en), 1977
- Prix décerné au meilleur film spécifiquement fait pour la télévision, Festival international du film de Melbourne, 1977
- Prix Blue Ribbon, histoire internationale et culture, American Film and Video Festival, 1977
- Prix Robert Flaherty, 30e cérémonie des British Academy Film Awards, 1977
- Hugo d'argent, Festival international du film de Chicago, 1976
- Prix spécial décerné au meilleur film et Mention spéciale décernée par la Fédération internationale de la presse cinématographique FIPRESCI, Festival international du film de Mannheim-Heidelberg, 1976